# 西光寺 (江戸川区南篠崎町)
西光寺（さいこうじ）は、東京都江戸川区にある真言宗豊山派の寺院。

## 歴史
1505年（永正2年）、法伝中僧都によって開山された。元々は葛飾区の正福寺の末寺であった。
当寺の境内には、庚申塔や石碑などがあり、中には江戸川区の文化財となっているものもある。

## 文化財
- 絹本着色六地蔵菩薩画像 - 江戸川区登録有形文化財・絵画、昭和57年2月8日告示[3]
- 西光寺所在の地蔵菩薩像庚申塔（万治三年銘） - 江戸川区登録有形民俗文化財・民俗資料、昭和59年2月28日告示[4]
- 石造線刻地蔵菩薩立像碑 - 江戸川区指定有形文化財・彫刻、昭和59年2月28日告示[5]

## 交通アクセス
- 瑞江駅より徒歩14分（経路案内）。